# Ronse

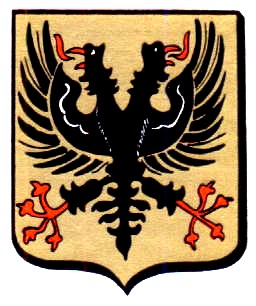
Ronses vapen

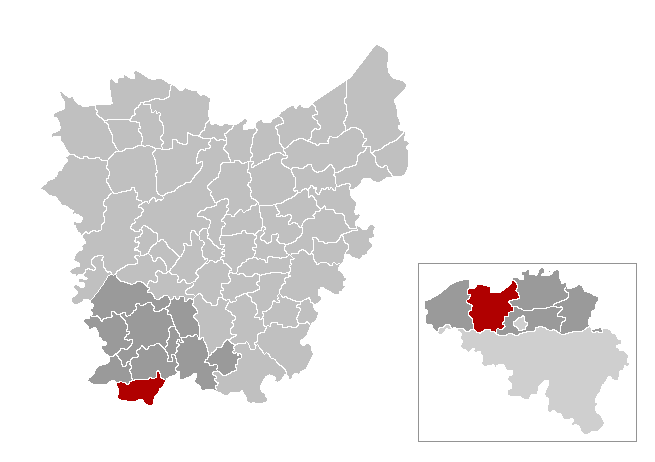
Ronses läge inom provinsen Östflandern

Ronse (franska: Renaix) är en kommun i den belgiska provinsen Östflandern. Ronse hade 24 639 invånare per 1 januari 2008.
Geologen Alphonse Renard föddes i Ronse.